# Rafaela Félix
Rafaela Miranda Félix (Osasco, 7 de março de 1974) é uma ex-voleibolista indoor brasileira, atuou na posição de Ponta, com marca de alcance de 284cm no ataque e 278cm no bloqueio, também mais tarde  exerceu a função de Líbero e nesta posição conquistou através da Seleção Brasileira a medalha de ouro no Grand Prix de 1998 em Hong Kong e semifinalista na BCV Cup no mesmo ano na Suíça. Em clubes foi vice-campeã do Campeonato Sul-Americano de Clubes em 1996 no Peru e disputou uma edição da Copa Challenge CEV de 2005-06.Também competiu na modalidade do vôlei de praia.

## Carreira
O primeiros passos no voleibol iniciou aos 7 anos na escola, e foi revelada nas categorias de base do  E.C. Continental , depois passou pelo Pão de Açúcar por este foi campeã Paulista Metropolitana em 1989.
Representou a Seleção Paulista no Campeonato Brasileiro de Seleções  e alcançou o tetracampeonato consecutivo na categoria juvenil nos anos de 1987,1988, 1989 e 1990, quando eleita Melhor Jogadora da competição.Transferiu-se para o  Circulo Militar e depois foi contratada pelo Esporte Clube Pinheiros, alcançando o tetracampeonato do Campeonato Paulista Metropolitano nos anos de 1991,1992, 1993.
Disputou pelo Tensor/Pinheiros a Superliga Brasileira A 1994-95 e obteve a sexta posição .Na temporada seguinte foi contratada pelo Transmontano/J.C. Amaral comandada pelo técnico Chico dos Santos, conquistando o pentacampeonato no Campeonato Paulista Metropolitano de 1995 e encerrou na quarta posição por este clube na Superliga Brasileira A 1995-96.
No ano de 1996 renovou com o mesmo clube e conquistou a medalha de prata no Campeonato Sul-Americano de Clubes de 1996 em Lima-Peru, obteve o título dos Jogos Abertos do Interior neste mesmo ano e novamente alcançou a quarta posição na Superliga Brasileira A 1996-97 além do título da Superliga Brasileira A 1996-97.
Foi contratada pela Uniban/São Caetano  cujo técnico  era  William Carvalho e obteve o bicampeonato dos Jogos Abertos do Interior de 1997  e alcançou o quinto lugar na Superliga Brasileira A 1997-98 época que exerceu a função de Líbero, sendo orientada pelo técnico  após sofrer a primeira torção no joelho por tática e depois torceu o outro joelho assumindo em definitivo a função.
No ano de 1998 foi convocada pelo técnico Bernardo Rezende surge sua primeira convocação para Seleção Brasileira e disputou a BCV Cup na Suíça e alcançou a quarta colocação e também disputou o Grand Prix no mesmo ano, cuja fase final foi em Hong Kong.
Permaneceu no mesmo clube e este utilizou a alcunha Uniban/São Bernardo representando-o nas competições do período esportivo 1998-99, conquistando o bronze no Campeonato Paulista de 1998  e obteve seu primeiro título na Superliga Brasileira A referente a esse período.Defendeu o Blue Life/Pinheiros nas competições de 1999-00 conqusitou o título do Campeonato Paulista de 1999 e encerrou na quarta posição na Superliga Brasileira A 1999-00.Realizou um sonho de jogar ao lado da atleta que a inspirou desde o início da carreira:Ana Moser , participando de seu jogo de despedida das quadras no ano de 2000.
Defendeu na jornada seguinte o Blue Life/Pinheiros no período esportivo 2000-01, quando alcançou o ouro na Copa São Paulo e  o vice-campeonato paulista em 2000 e encerrou no sétimo lugar na correspondente Superliga Brasileira A destacando-se individualmente recebendo o prêmio de Melhor Recepção da edição.
Jogou mais uma temporada pelo Blue Life /Pinheiros  e disputou o Campeonato Paulista de 2001 e novamente obteve a sétima colocação por este clube na Superliga Brasileira A 2001-02.
Em 2002 foi convocada para Seleção Brasileira pelo técnico Marco Aurélio Motta e foi contratada pelo Açúcar União/São Caetano para as disputas de 2002-03, conquistando o vice-campeonato paulista em 2002 e na correspondente Superliga Brasileira A encerrou em sexto lugar .
A partir de 2003  trilhou a carreira profissional no Vôlei de Praia, disputou etapas do Circuito Brasileiro  Banco do Brasil nas temporadas 2003-04 e 2004-05, sendo que em  conquistou o vice-campeonato   do Campeonato Cearense de Vôlei de Praia de 2003, em 2004 disputou o Rainha da Praia  da ANVP-Associação Nacional de Vôlei de Praia e foi  a vencedora do título e ficou em segundo lugar por critério de desempanta na edição do referido torneio em 2005.
Devido ao alto custo de manter a carreira no vôlei de praia, decidiu voltar ao vôlei indoor e como os clubes estavam com seus elencos completos, recebeu uma ligação de uma amiga da Suíça e então aceitou a proposta e defendeu  o VFM , por este clube foi  vice-campeã da Liga A Suíça nesta mesma jornada.
Por este clube disputou a edição da Copa Challenge CEV  2005-06, ainda com a nomenclatura de Copa CEV, encerrando na quarta posição na fase do Torneio#5.Foi repatriada pelo Brasil Telecom/DF  no período esportivo 2006-07 e disputou a correspondente Superliga Brasileira A quando finalizou no sétimo lugar.

## Títulos e resultados
- BCV Volley Cup:1998[8]
- Superliga Brasileira A: 1998-99[2]
- Superliga Brasileira A: 1995-96, 1996-97, 1999-00[2]
- Liga A Suíça:2005-06[26]
- Campeonato Brasileiro de Seleções Juvenil: 1987,1988,1989 e 1990[1]
- Campeonato Cearense de Vôlei de Praia:2003[1].
- Campeonato Paulista Metropolitano: 1989,1991,1992,1993 e 1995[1]
- Jogos Abertos do Interior de São Paulo:1996 e 1997[1]
- Campeonato Paulista:1999[11]
- Campeonato Paulista:2000[15] e 2002
- Campeonato Paulista:1998
- Copa São Paulo:2000[13]

## Premiações individuais
- 2º lugar Torneiro Rainha da Praia de 2005[23][24]
- 1º lugar Torneiro Rainha da Praia de 2004[23]
- Melhor Recepção da Superliga Brasileira A de 2000-01[17]
- MVP do Campeonato Brasileiro de Seleções Juvenil de 1990[1]